# Bananakere, Channarayapatna
Bananakere là một làng thuộc tehsil Channarayapatna, huyện Hassan, bang Karnataka, Ấn Độ.